# Nemzeti Bajnokság I 1918-1919
L'edizione 1918-19 del Nemzeti Bajnokság I vide la vittoria finale dell'MTK, che conquista il suo sesto titolo, il quarto ufficiale consecutivo.
Capocannoniere del torneo fu Alfréd Schaffer dell'MTK con 41 reti.
Il campionato era costituito da un girone per le squadre di Budapest, più altri campionati regionali. I vincitori regionali si sarebbero sfidati tra di loro, e la vincente avrebbe sfidato la vincente di Budapest per il titolo nazionale. In realtà non si riuscirono a finire tutti i campionati provinciali, di conseguenza non giocarono né le sfide tra i campioni provinciali, né quella per il titolo nazionale.

## Classifica (Budapest)
|    | Classifica        | G  | V  | N | P  | GF  | GS | Dif | Pt |
| -- | ----------------- | -- | -- | - | -- | --- | -- | --- | -- |
| 1  | MTK (C)           | 22 | 18 | 3 | 1  | 116 | 20 | +96 | 39 |
| 2  | Ferencvárosi TC   | 21 | 15 | 5 | 1  | 43  | 8  | +35 | 35 |
| 3  | Újpesti TE        | 22 | 12 | 6 | 4  | 39  | 19 | +20 | 30 |
| 4  | Vasas SC          | 21 | 9  | 6 | 6  | 20  | 45 | -25 | 24 |
| 5  | Terézvárosi TC    | 22 | 9  | 5 | 8  | 29  | 19 | +10 | 23 |
| 6  | III. Kerületi TVE | 22 | 6  | 8 | 8  | 33  | 35 | -2  | 20 |
| 7  | 33 FC             | 22 | 5  | 7 | 10 | 17  | 31 | -14 | 17 |
| 8  | Kispesti AC       | 22 | 8  | 1 | 13 | 27  | 52 | -25 | 17 |
| 9  | Budapesti TC      | 22 | 6  | 5 | 11 | 22  | 48 | -26 | 17 |
| 10 | Törekvés SE       | 21 | 3  | 8 | 10 | 27  | 32 | -5  | 14 |
| 11 | Budapesti AK      | 21 | 4  | 5 | 12 | 21  | 41 | -20 | 13 |
| 12 | MÁV Gépgyár       | 20 | 3  | 3 | 14 | 22  | 66 | -44 | 9  |

- (C) Campione nella stagione precedente

### Verdetti
- MTK campione d'Ungheria 1918-19.
- MÁV Gépgyár retrocesso in Nemzeti Bajnokság II.